# Lempira
Lempira (L - Lempira hondureño) är den valuta som används i Honduras i Nordamerika. Valutakoden är HNL. 1 Lempira = 100 centavos.
Valutan infördes under år 1926 och ersatte den tidigare honduranska peson och fått sitt namn efter hövding Lempira av Lenca-folket.
Valutan har en fast växelkurs sedan 2006 till kursen 0,0529 US dollar (USD $), det vill säga 100 HNL = 5,29 USD och 1 USD = 18,89 HNL.

## Användning
Valutan ges ut av Banco Central de Honduras - BCH som ombildades 1950 och har huvudkontoret i Tegucigalpa.

## Valörer
- mynt: inga Lempiramynt
- underenhet: 10, 20 och 50 centavos
- sedlar: 1, 2, 5, 10, 20, 50, 100 och 500 HNL